# Anii 2000
Anii 2000 au fost un deceniu care a început la 1 ianuarie 2000 și s-a încheiat la 31 decembrie 2009.

## Evenimente
- 11 septembrie 2001: Atentatele teroriste din Statele Unite asupra turnurilor gemene World Trade Center din New York și asupra Pentagonului din Washington, D.C.
- 7 octombrie 2001: Primele bombe cad asupra teritoriului afgan - Începe operațiunea Enduring Freedom.
- 20 martie 2003: O coaliție internațională condusa de Statele Unite declanṣează Invazia Irakului din 2003.
- 11 martie 2004: Atentatele teroriste din Madrid - o serie de 10 detonări îndreptate asupra trenurilor de călători.
- 2 aprilie 2005: Decesul Papei Ioan Paul al II-lea.
- 19 aprilie 2005: Cardinalii electori au ales, după un conclav considerat cel mai scurt din ultima sută de ani, al 265-lea șef al Bisericii Catolice, în persoana cardinalului german Joseph Ratzinger, care și-a ales numele de Benedict al XVI-lea.
- 7 iulie 2005: Atentatele teroriste din Londra - 4 detonări în rețeaua de metrou.
- 22 noiembrie 2005: Angela Merkel își asumă funcția de prim-cancelar al Germaniei.
- 30 decembrie 2006: La Bagdad este executat prin spânzurare Saddam Hussein.
- 4 noiembrie 2008: La alegerile prezidențiale din SUA, candidatul democrat Barack Obama îl învinge pe candidatul republican John McCain, și este ales cel de-al 44-lea președinte al Statelor Unite ale Americii. Barack Obama devine primul președinte afro-american al Statelor Unite ale Americii.
- 25 iunie 2009: Moare Michael Jackson, supranumit Regele muzicii pop, stârnind numeroase controverse.[formulare evazivă]